# Velarifictorus burri
Velarifictorus burri är en insektsart som först beskrevs av Lucien Chopard 1961.  Velarifictorus burri ingår i släktet Velarifictorus och familjen syrsor. Inga underarter finns listade i Catalogue of Life.